# Liste der Monuments historiques in Beurville
Die Liste der Monuments historiques in Beurville führt die Monuments historiques in der französischen Gemeinde Beurville auf.

## Liste der Objekte
| Bezeichnung                                    | Beschreibung | Standort                              | Kennzeichnung | Schutzstatus | Datum | Bild |
| ---------------------------------------------- | --- | ------------------------------------- | ------------- | ------------ | ----- | ---- |
| Kreuzigungsgruppe                              | Holz, farbig gefasst, Ende des 16. Jahrhunderts                                                                    | außen an der Kirche St-Étienne (Lage) | PM52000095    | Classé       | 1962  |      |
| Passionstriptychon                             | Ölfarbe auf Holz, Ende des 16. Jahrhunderts                                                                        | in der Kirche St-Étienne (Lage)       | PM52000097    | Classé       | 1974  |      |
| Skulptur Madonna mit Kind                      | Stein, farbig gefasst, 17. Jahrhundert                                                                             | in der Kirche St-Étienne (Lage)       | PM52000099    | Classé       | 1982  |      |
| Hauptaltar                                     | Altarstufen, Altartisch, Tabernakel, Retabel und zwei Gemälde; Holz, farbig gefasst und vergoldet, 18. Jahrhundert | in der Kirche St-Étienne (Lage)       | PM52000096    | Classé       | 1974  |      |
| Gemälde Madonna mit Kind, umgeben von Heiligen | Ölfarbe auf Leinwand, 16. Jahrhundert                                                                              | in der Kirche St-Étienne (Lage)       | PM52000098    | Classé       | 1982  |      |
| Abschrankung des Taufbeckens                   | Holz, farbig gefasst, 16. Jahrhundert                                                                              | in der Kirche St-Étienne (Lage)       | PM52001511    | Inscrit      | 1992  |      |